# 클레망 잔캥
클레망 잔캥(Clément Janequin, 1480년경~1558년)은 르네상스 시대의 프랑스 작곡가이다. 미사곡이나 모테토도 작곡하였으나 파리풍 샹송에 가장 다채로운 표현을 하였다는 잔캥은 묘사적 샹송의 대가였다. <파리 장사꾼의 소리>, <새노래>, <수다스런 여자들>, <마리니앙의 싸움> 등이 대표작이다.